# NGC 531
NGC 531 (другие обозначения — UGC 1012, MCG 6-4-20, ZWG 521.24, HCG 10C, PGC 5340) — галактика в созвездии Андромеда. Открыта Р. Дж. Митчеллом в 1855 году, описывается Дрейером как «тусклый, маленький объект круглой формы». Открытие этой галактики, как и некоторых других, иногда приписывается Уильяму Парсонсу, ассистентом которого был Митчелл.
Этот объект входит в состав группы галактик NGC 507, или же Компактной группы Хиксона 10, содержащей NGC 529, NGC 531, NGC 536 и NGC 542.
Из-за взаимодействия этой галактики с NGC 542 форма её диска исказилась. Кроме того, форма балджа указывает на наличие бара в галактике.
Этот объект входит в число перечисленных в оригинальной редакции «Нового общего каталога».